# NGC 6728
NGC 6728 је група звезда у сазвежђу Штит која се налази на NGC листи објеката дубоког неба.
Деклинација објекта је - 8° 57' 56" а ректасцензија 18h 57m 31,4s. Привидна величина (магнитуда) објекта NGC 6728 износи 11,4. NGC 6728 је још познат и под ознакама *Ring ?.